# Moneda de un billón de dólares

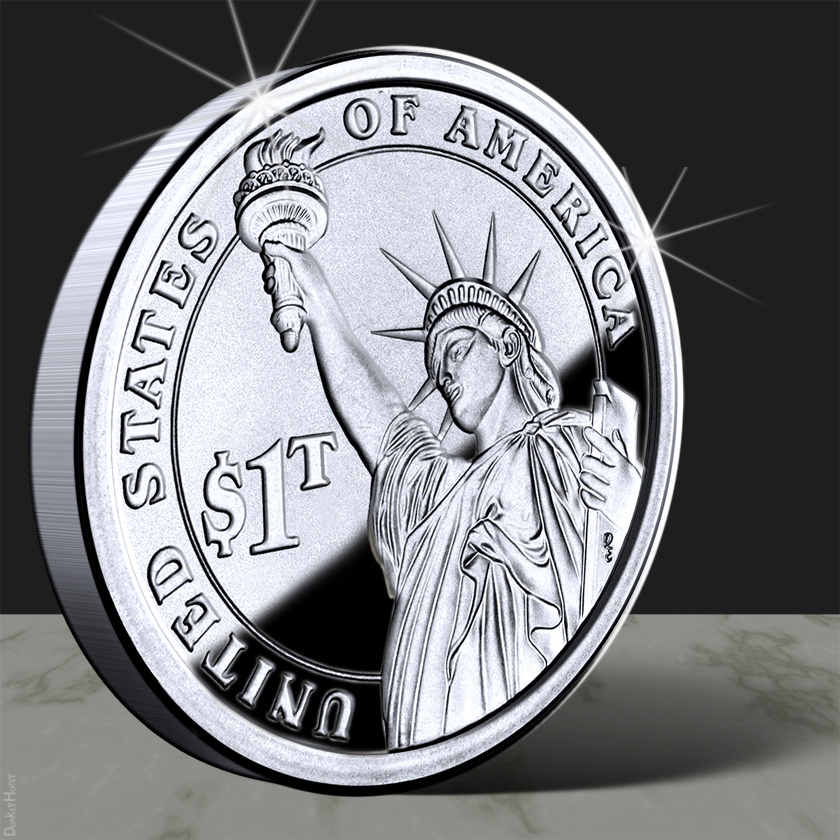
Diseño de una moneda de un billón de dólares por DonkeyHotey

La moneda de un billón de dólares (en inglés se conoce como Trillion-dollar coin) es un concepto que surgió durante la Crisis del techo de deuda de Estados Unidos de 2011, como una propuesta para eludir cualquier permiso necesario previo del Congreso de los Estados Unidos de aumentar el límite de endeudamiento del país, mediante la acuñación de una moneda de platino de muy alto valor. El motivo de que tenga que ser de platino se debe a que según la normativa estadounidense es el único metal para acuñar moneda que se permite que tenga un valor superior a los 50 dólares por pieza fabricada. El concepto ganó más atención general a fines de 2012 durante los debates sobre las negociaciones del "precipicio fiscal" de los Estados Unidos y las discusiones continuas sobre el techo de la deuda. Después de llegar a los titulares durante la semana del 7 de enero de 2013, la Reserva Federal y el Departamento del Tesoro finalmente rechazaron el uso del concepto de moneda de un billón de dólares.
El concepto de la moneda de un billón de dólares se reintrodujo en marzo de 2020 en forma de una propuesta del Congreso de la congresista Rashida Tlaib durante el cierre provocado por la pandemia de COVID-19 en los Estados Unidos. Tlaib buscó financiar pagos de estímulo recurrentes mensuales de 2,000 $ hasta el final de la pandemia.
La idea ganó más fuerza a fines de 2021 con propuestas del periodista de Bloomberg Joe Weisenthal, entre otros, en medio de la crisis del techo de deuda de Estados Unidos de 2021.

## Análisis y reacción

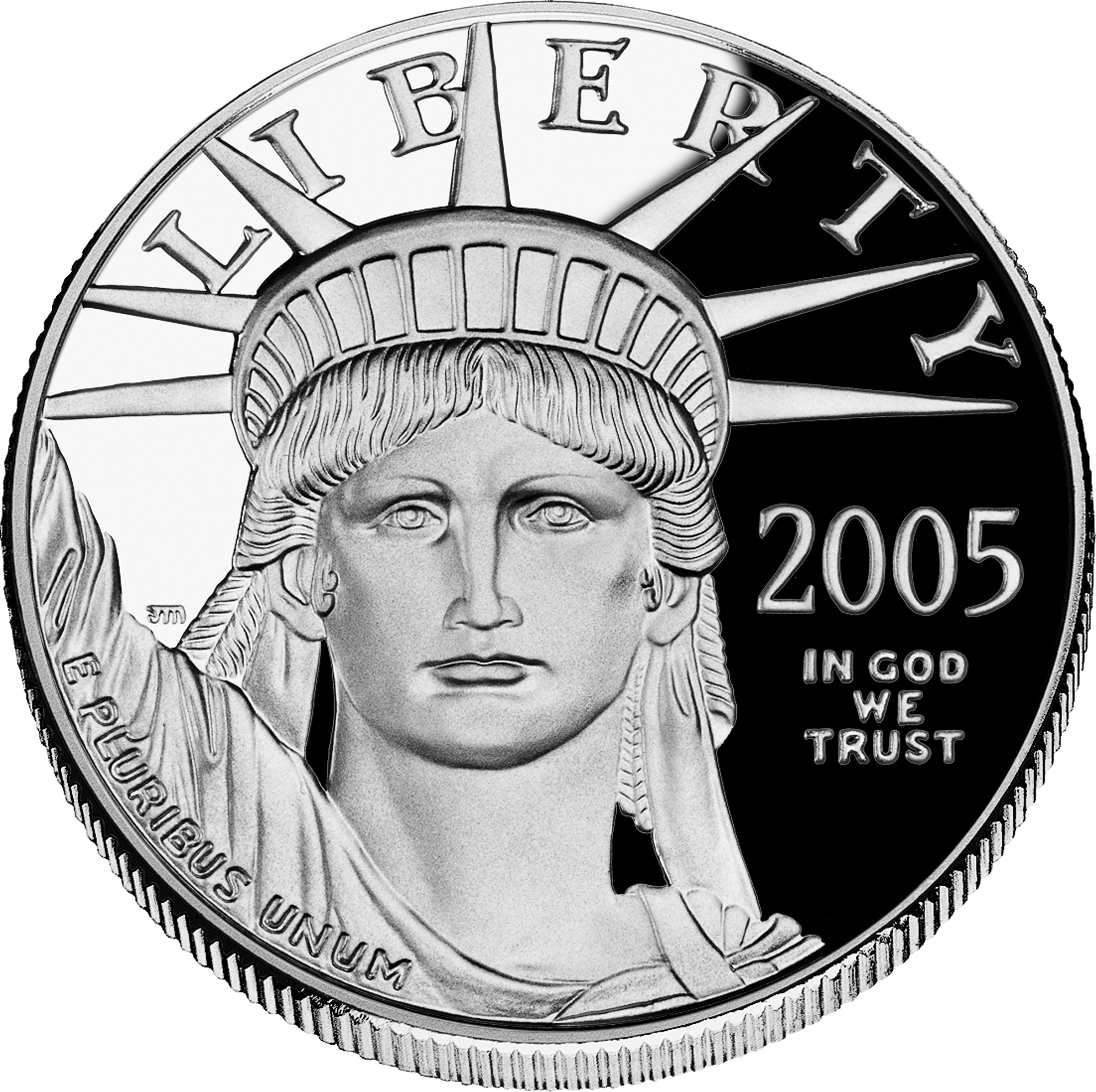
Anverso común de las monedas American Platinum Eagle, una moneda conmemorativa de platino de los Estados Unidos que se ha emitido en denominaciones de hasta 100 $ bajo la autoridad de la 31 U.S.C. Sección 5112.

Algunos comentaristas han argumentado que, aunque el concepto puede ser estrictamente legal, debilitaría el sistema de controles y equilibrios del gobierno de EE. UU., incluso si el gasto que permitiría la moneda ya estuviera autorizado por el Congreso. La columnista de opinión Megan McArdle escribió que "acuñar una moneda de 1 billón de $ acabaría con los obstruccionistas republicanos, pero solo demostrando que el propio presidente tiene poco respeto por las restricciones institucionales en su cargo"." Salmón Félix, otro periodista, escribió que el concepto "marcaría efectivamente la desaparición del sistema de gobierno de tres ramas, al permitir que la rama ejecutiva simplemente aplaste los derechos y privilegios de la rama legislativa". Salmon dijo que no está de acuerdo con lo que están haciendo los republicanos del Congreso, pero que tienen derecho a hacerlo y que el presidente no debería usar la opción de la moneda del billón de dólares para eludirlos. Él dijo: "Sí, la legislatura se está comportando como un montón de imbéciles si cree que llevar al gobierno de los EE.UU. a la suspensión de pagos es una buena idea. Pero está en su derecho de comportarse como un montón de imbéciles".
Por otro lado, muchos economistas y analistas de negocios respaldaron la moneda como una forma de contrarrestar las amenazas de los republicanos del Congreso de forzar al país a la suspensión de pagos al negarse a aumentar el techo de la deuda. El premio Nobel Paul Krugman dijo: "Así que acuñar la moneda sería indigno, pero ¿y qué? Al mismo tiempo, sería económicamente inofensivo, y evitaría desarrollos económicos catastróficos. y ayudar a desviar al gobierno mediante el chantaje". También declaró que el debate sobre la moneda del billón de dólares es "el debate de política fiscal más importante de nuestras vidas".
Michael Steel, portavoz del presidente de la Cámara de Representantes, John Boehner, desestimó el concepto al compararlo con un episodio de Los Simpson llamado "El problema de los trillones", que se emitió 13 años antes de la crisis del techo de la deuda de Estados Unidos, en el que Homer Simpson tiene una misión en búsqueda de un billete de un billón de dólares perdido.
El 7 de enero de 2013, el congresista republicano Greg Walden anunció que presentaría un proyecto de ley para cerrar el vacío legal de las monedas de platino. El representante Walden dijo que la intención es "quitar la propuesta de la mesa". El representante de Nueva York, Jerry Nadler, se opuso al proyecto de ley y dijo que la idea sigue siendo una opción válida.
El 12 de enero de 2013, la Reserva Federal y el Departamento del Tesoro anunciaron que no acuñarían una moneda de platino, y cinco días después, el líder de la minoría del Senado, John Cornyn (Republicano de Texas), anunció que los republicanos del Senado pondrían fin a su amenaza de bloquear un aumento en el techo de la deuda.